# リンテック (福岡県)
株式会社リンテックは、福岡県福岡市博多区に本社を置くアステムフォレストグループの一社であり、主として一般検査、特殊検査および食品衛生検査を行う企業である。

## 概要
- 資本金 2億2,450万円
- 従業員数 150名
- 役員
  - 代表取締役会長 吉村 恭彰
  - 代表取締役社長 吉松 淳次

## 沿革
- 昭和38年6月 - 「吉村薬品」が臨床検査センター設立
- 昭和39年2月 - 「吉村薬品・佐伯臨床検査センター」設立
- 昭和42年4月 - 「コーヤク・臨床検査部門」設立
- 昭和45年2月 - 「吉村薬品・宇佐臨床検査センター」設立
- 昭和49年2月 - 「吉村薬品・日田臨床検査センター」設立
- 昭和53年9月21日 -  「西日本特殊臨床検査センター」として設立。
- 昭和56年8月 - 「コーヤクグループ」のメディカル部門を統合し「コマック」設立
- 昭和60年4月 - 「コーヤク」の山陽事業部の特殊臨床部門を分離
- 平成2年10月 - 「コーヤク・山陽事業部特殊臨床部門」を分離し「山口中央検査センター」設立
- 平成4年5月1日 - 「コマック」・「吉村薬品」の各臨床検査センター・「西日本特殊臨床検査センター」を合併し「リンテック」を設立。
- 平成5年4月 - 福岡本社・中央検査センター設立。
- 平成6年4月 - 「山口中央検査センター」を合併。

## 営業所
- 本社・中央センター（福岡県福岡市博多区）
- 北九州支店・北九州センター（福岡県北九州市八幡東区）
- 大分支店・大分センター（大分県大分市）
- 山口支店・山口センター（山口県山口市）
- 佐伯ラボ（大分県佐伯市）
- 日田ラボ（大分県日田市）
- 営業所：熊本・宮崎・中津

## 関連会社
- 株式会社フォレストホールディングス
  - 株式会社アステム
  - 株式会社サン・ダイコー
  - 株式会社リードヘルスケア（旧 アステムヘルスケア）
  - 株式会社ダイコー沖縄
  - 株式会社ユニファ